# Naughty, Naughty!
Naughty, Naughty! è un film muto del 1918 diretto da Jerome Storm. Basato su un soggetto di C. Gardner Sullivan, il film - prodotto sotto la supervisione di Thomas H. Ince - aveva come interpreti femminili le sorelle Enid e Marjorie Bennett.

## Trama
Dopo aver trascorso l'ultima stagione a New York, Roberta Miller torna nel Kansas, nella sua piccola e noiosa città di Lilyville. I suoi modi raffinati e gli abiti eleganti non depongono a suo favore presso le malelingue della città e anche il suo vecchio fidanzato, l'editore Matthew Sampson, osserva con occhio critico quelle nuove mode. Lei, allora, persuade la sorella di lui, Prudence, a organizzare un ballo che divide la città fra favorevoli e contrari. Le due ragazze insegnano tutti i nuovi balli alla pudibonda Judith Holmes. Mentre si trova nella città vicina, Roberta scopre il diacono che sta bevendo: ricattandolo, lo induce a prendere le sue parti, cosa che fa anche Matthew e la città risolve la questione decidendo che si era ballato in chiesa per salvare i giovani dalla tentazione. Grata del suo appoggio, Roberta riallaccia la sua relazione con Matthew che le chiede di sposarlo.

## Produzione
Il film fu prodotto dalla Thomas H. Ince Corporation.

## Distribuzione
Il copyright del film, richiesto dalla Thomas H. Ince Corp., fu registrato il 4 marzo 1918 con il numero LP12152.
Distribuito dalla Famous Players-Lasky Corporation e Paramount Pictures, il film uscì nelle sale statunitensi il 25 marzo 1918. In Svezia fu distribuito il 7 gennaio 1919 con il titolo Hon hade varit i New York, in Danimarca il 20 maggio 1920 come Hun havde været i New York.
Non si conoscono copie ancora esistenti della pellicola che viene considerata presumibilmente perduta.